# 関幸彦
関 幸彦（せき ゆきひこ、1952年〈昭和27年〉5月 - ）は、日本の歴史学者。日本大学文理学部元教授。専門は日本中世史。

## 来歴
1952年、北海道生まれ。1985年3月、学習院大学大学院人文科学研究科博士課程を修了。
学習院大学文学部史学科助手、文部省初等中等教育局教科書調査官、鶴見大学文学部文化財学科教授を経て、2008年4月より日本大学文理学部史学科教授。2023年3月、日本大学を退任した。

## 著作
著書
- 『研究史 地頭』吉川弘文館 1983
- 『国衙機構の研究』吉川弘文館 1984　ISBN　9784642025744
- 『武士団研究の歩み』新人物往来社 1988
- 『源義経　伝説に生きる英雄』清水書院(清水新書) 1990
  - 新訂版 (新・人と歴史 拡大版 04)清水書院 2017
- 『説話の語る日本の中世』そしえて 1992
  - 新装版 新人物往来社 2005
- 『ミカドの国の歴史学』新人物往来社 1994
  - 改題『「国史」の誕生　ミカドの国の歴史学』講談社学術文庫 2014
- 『蘇る中世の英雄たち　「武威の来歴」を問う』中央公論社(中公新書) 1998
  - 改題『英雄伝説の日本史』講談社学術文庫 2019
- 『武士の誕生　坂東の兵どもの夢』日本放送出版協会(NHKブックス) 1999
  - 改題『武士の誕生』講談社学術文庫 2013
- 『源頼朝　鎌倉殿誕生』PHP研究所(PHP新書) 2001
  - 改題『鎌倉殿誕生 源頼朝』山川出版社、2010
  - 新装版 2022年
- 『神風の武士像　蒙古合戦の真実』吉川弘文館(歴史文化ライブラリー) 2001　ISBN　9784642055208。オンデマンド版　2021　ISBN　9784642755207
- 『「鎌倉」とはなにか 中世を、そして武家を問う』山川出版社 2003
- 『北条政子 母が嘆きは浅からぬことに候』ミネルヴァ書房(ミネルヴァ日本評伝選) 2004
- 『義経の時代一〇〇人』河出書房新社 2005年
- 『東北の争乱と奥州合戦』(戦争の日本史 5) 吉川弘文館 2006 ISBN　9784642063159
- 『武士の時代へ―東国武士団と鎌倉殿』日本放送出版協会(NHKシリーズ NHKカルチャーアワー・歴史再発見) 2008
- 『百人一首の歴史学』日本放送出版協会(NHKブックス) 2009
  - 吉川弘文館(読みなおす日本史) 2021 ISBN　9784642071666
- 『北条時政と北条政子 「鎌倉」の時代を担った父と娘』山川出版社(日本史リブレット) 2009
- 『その後の東国武士団―源平合戦以後』吉川弘文館(歴史文化ライブラリー) 2011 ISBN　9784642057271
- 『承久の乱と後鳥羽院』(敗者の日本史 6) 吉川弘文館 2012 ISBN　9784642064521
- 『武士の原像―都大路の暗殺者たち』PHP研究所 2014
  - 吉川弘文館(読みなおす日本史) 2020 ISBN　9784642071208
- 『敗者たちの中世争乱―年号から読み解く』吉川弘文館(歴史文化ライブラリー) 2020 ISBN　9784642058957
- 『刀伊の入寇』中央公論新社(中公新書) 2021
- 『奥羽武士団』吉川弘文館 2022 ISBN　9784642084178

共編著
- 『義経とその時代』 大三輪龍彦・福田豊彦 山川出版社 2005
- 『源平合戦事典』 福田豊彦 吉川弘文館 2006 ISBN　9784642014359
- 『人事の日本史』 遠山美都男・山本博文 毎日新聞社 2005
  - 新潮社文庫化 2008年
- 『吾妻鏡必携』野口実 吉川弘文館 2008　ISBN　9784642079914
- 『闘諍と鎮魂の中世』鈴木哲 山川出版社 2010
- 『相模武士団』 吉川弘文館　2017　ISBN　9784642083225
- 『武蔵武士団』 吉川弘文館　2014　ISBN　9784642081030